# Línea Marunouchi
La Línea Marunouchi (東京地下鉄丸ノ内線 Tōkyō Chikatetsu Marunouchi-sen?) es una línea del sistema del Metro de Tokio, Japón. La ruta tiene forma de U, corriendo de la Estación Ogikubo en el oeste de la ciudad por el distrito comercial y administrativo de Shinjuku hasta el centro comercial Marunouchi, rodeando después la Estación de Tokio para volver a Ikebukuro. El rojo es el color de esta línea, y sus estaciones llevan la letra M seguida por un número. Una rama dependiente de la línea va a Honancho; sus estaciones llevan una m minúscula. Su número de planificación de línea es el 04.
Su edad, el relativamente pequeño tamaño de tren, y la carencia de otras conexiones de metro a Shinjuku la hicieron una de las líneas más atestadas en Tokio durante mucho tiempo, aunque la apertura de la línea Toei Ōedo haya contribuido en cierto grado a resolver el problema. La Línea Marunouchi es sin embargo la línea de metro más frecuente en Tokio, con un horario cuyos intervalos son de 1 minuto 50 segundos en horas de punta.
Todas sus estaciones han sido mejoradas con barreras de seguridad de borde de plataforma desde el marzo de 2008.
Aun transitando por el distrito central de Tokio, uno de los más compactos de la ciudad, esta línea corre sobre la tierra, o niveles más altos en varios puntos, como el puente sobre el Río Kanda, cerca de la Estación Ochanomizu.
Sobre la línea principal operan trenes de seis vagones, reduciéndose a tres en la rama que va a Honancho.

## Historia
Fue la segunda línea en ser construida en la ciudad, y la primera después de la Segunda Guerra Mundial. Es bastante similar a la Línea Ginza (la línea de metro más antigua de Tokio); sus trenes son de la misma medida y en las dos líneas de seis vagones, siendo los más cortos de toda la red. 
La primera sección fue abierta entre Ikebukuro y Ochanomizu el 20 de enero de 1954. Más tarde, la secuencia de aperturas de la línea fue el siguiente:
- De Ochanomizu a Awajichō: marzo de 1956
- De Awajichō a Tokio: julio de 1956
- De Tokio a Nishi-Ginza (ahora Ginza): diciembre de 1957
- De Nishi-Ginza a Kasumigaseki:octubre de 1958
- De Kasumigaseki a Shinjuku: marzo de 1959
- De Shinjuku a Shin-Nakano/Nakano-Fujumichō (no Nishi-Shinjuku): febrero de 1961
- De Shin-Nakano a Minami-Asagaya (no Higashi-Kōenji): noviembre de 1961
- De Minami-Asagaya a Ogikubo: 23 de enero de 1962
- De Nakano-Fujimichō a Hōnachō: 23 de marzo de 1962
- De Nishi-Ginza se construye la parte de Ginza cuando la línea Hibiya llega allí: agosto de 1964
- Abre Higashi-Kōenji (entre Shin-Nakano y Shin-Kōenji): septiembre de 1964
- Antes del 1 de abril de 1972, la sección oeste de Shinjuku se conocía como  'Línea Ogikubo'. A partir de esa fecha empezó a utilizarse el nombre de línea Marunouchi a toda la línea.
- Abre Nishi-Shinjuku (entre Shinjuku y Nakano-Sakaue): mayo de 1996.

En 1995, La línea B del Subte de Buenos Aires  requiere un reemplazo de flota, por lo que un gran número de los trenes originales se vendieron a este país, ya que estos mismos tenían cierta compatibilidad con la línea aunque solo requirieron adaptaciones menores, como la de ocupar un sistema de plataformas suplementarias que compensaran el vacío entre el andén y el tren, no obstante en 2016, Metrovías y SBASE, en conjunto, donaron de vuelta 3 carros de este modelo en aras de que fuesen restaurados a su condición original para su preservación, dado que este ejemplar fue parte del Milagro japonés, más tarde se presentó y puso en servicio un nuevo modelo de tren denominado serie 2000, fue puesto en servicio en la línea, este mismo cuenta con inspiración de su símil de hace 64 años, pero con características modernas.

## Estaciones

### Línea principal
| Código | Estación          | Japonés      | Longitud (km)    | Longitud (km) | Transferencias | Ubicación |
| Código | Estación          | Japonés      | Entre estaciones | Total         | Transferencias | Ubicación |
| ------ | ----------------- | ------------ | ---------------- | ------------- | --- | --------- |
| M-01   | Ogikubo           | 荻窪         | -                | 0.0           | - Línea Chūō (Rápida) (JC09) - Línea Chūō-Sōbu (JB04) | Suginami  |
| M-02   | Minami-Asagaya    | 南阿佐ケ谷   | 1,5              | 1,5           | | Suginami  |
| M-03   | Shin-Kōenji       | 新高円寺     | 1.2              | 2.7           | | Suginami  |
| M-04   | Higashi-Kōenji    | 東高円寺     | 0,9              | 3,6           | | Suginami  |
| M-05   | Shin-Nakano       | 新中野       | 1,0              | 4,6           | | Nakano    |
| M-06   | Nakano-Sakaue     | 中野坂上     | 1,1              | 5,7           | - Línea Marunouchi (a Hōnanchō) - Línea Toei Ōedo (E-30) | Nakano    |
| M-07   | Nishi-Shinjuku    | 西新宿       | 1,1              | 6,8           | | Shinjuku  |
| M-08   | Shinjuku          | 新宿         | 0,8              | 7,6           | - Línea Toei Shinjuku (S-01) - Línea Tōei Ōedo (E-27, Shinjuku-Nishiguchi}: E-01) - Línea Chūō (Rápida) (JC05) - Línea Chūō-Sōbu (JB10) - Línea Yamanote (JY17) - Línea Shōnan-Shinjuku (JS20) - Línea Saikyō (JA11) - Línea Keiō (KO01) - Keiō Shinsen (KO01) - Línea Odakyū Odawara (OH01) - Línea Seibu Shinjuku (Seibu-Shinjuku: SS01) | Shinjuku  |
| M-09   | Shinjuku-Sanchōme | 新宿三丁目   | 0,3              | 7,9           | - Línea Fukutoshin (F-13) - Línea Toei Shinjuku (S-02) | Shinjuku  |
| M-10   | Shinjuku-Gyōenmae | 新宿御苑前   | 0,7              | 8,6           | | Shinjuku  |
| M-11   | Yotsuya-Sanchōme  | 四谷三丁目   | 0,9              | 9,5           | | Shinjuku  |
| M-12   | Yotsuya           | 四ツ谷       | 1,0              | 10,5          | - Línea Namboku (N-08) - Línea Chūō (Rápida) (JC04) - Línea Chūō-Sōbu (JB14) | Shinjuku  |
| M-13   | Akasaka-Mitsuke   | 赤坂見附     | 1,3              | 11,8          | - Línea Ginza - Línea Yūrakuchō (Nagatachō: Y-16) - Línea Hanzōmon (Nagatachō: Z-04) - Línea Namboku (Nagatachō: N-07) | Minato    |
| M-14   | Kokkai-Gijidōmae  | 国会議事堂前 | 0,9              | 12,7          | - Línea Chiyoda (C-07) - Línea Ginza (Tameike-Sannō: G-06) - Línea Namboku (Tameike-Sannō: N-06) | Chiyoda   |
| M-15   | Kasumigaseki      | 霞ケ関       | 0,7              | 13,4          | - Línea Hibiya (H-06) - Línea Chiyoda (C-08) | Chiyoda   |
| M-16   | Ginza             | 銀座         | 1,0              | 14,4          | - Línea Ginza (G-09) - Línea Hibiya (H-08) | Chūō      |
| M-17   | Tokio             | 東京         | 1,1              | 15,5          | - Tohoku Shinkansen, Yamagata Shinkansen, Akita Shinkansen, Hokkaido Shinkansen - Joetsu Shinkansen, Hokuriku Shinkansen - Tokaido Shinkansen - Línea Yamanote - Línea Chūō (Rápida) - Línea Tōkaidō - Línea Ueno-Tokio (Líneas Utsunomiya, Takasaki, y Jōban) - Línea Sōbu (Rápida) - Línea Yokosuka - Línea Keiyō - Línea Keihin-Tōhoku  | Chiyoda   |
| M-18   | Ōtemachi          | 大手町       | 0,6              | 16,1          | - Línea Tōzai (T-09) - Línea Chiyoda (C-11) - Línea Hanzōmon (Z-08) - Línea Toei Mita (I-09) | Chiyoda   |
| M-19   | Awajichō          | 淡路町       | 0,9              | 17,0          | - Línea Toei Shinjuku (Ogawamachi: S-07) - Línea Chiyoda (Shin-Ochanomizu: C-12) | Chiyoda   |
| M-20   | Ochanomizu        | 御茶ノ水     | 0,8              | 17,8          | - Línea Chūō (Rápida) - Línea Chūō-Sōbu | Bunkyō    |
| M-21   | Hongō-Sanchōme    | 本郷三丁目   | 0,8              | 18,6          | Línea Ōedo (E-08) | Bunkyō    |
| M-22   | Kōrakuen          | 後楽園       | 0,8              | 19,4          | - Línea Namboku (N-11) - Línea Toei Mita (Kasuga: I-12) - Línea Toe Ōedo (Kasuga: E-07) | Bunkyō    |
| M-23   | Myōgadani         | 茗荷谷       | 1.8              | 21.2          | | Bunkyō    |
| M-24   | Shin-Ōtsuka       | 新大塚       | 1,2              | 22,4          | | Bunkyō    |
| M-25   | Ikebukuro         | 池袋         | 1,8              | 24,2          | - Línea Yūrakuchō (Y-09) - Línea Fukutoshin (F-09) - Línea Yamanote (JY13) - Línea Saikyō (JA12) - Línea Shōnan-Shinjuku - Línea Seibu Ikebukuro (SI01) - Línea Tōbu Tōjō (TJ01) | Toshima   |

### Línea ramal
| Código | Estación         | Japonés      | Longitud (km)    | Longitud (km) | Transferencias                                     | Ubicación |
| Código | Estación         | Japonés      | Entre estaciones | Total         | Transferencias                                     | Ubicación |
| ------ | ---------------- | ------------ | ---------------- | ------------- | -------------------------------------------------- | --------- |
| Mb-03  | Hōnanchō         | 方南町       | -                | 0,0           |                                                    | Suginami  |
| Mb-04  | Nakano-Fujimichō | 中野富士見町 | 1,3              | 1,3           |                                                    | Nakano    |
| Mb-05  | Nakano-Shimbashi | 中野新橋     | 0,6              | 1,9           |                                                    | Nakano    |
| M-06   | Nakano-Sakaue    | 中野坂上     | 1,3              | 3,2           | - Línea Marunouchi (a Ikebukuro) - Línea Toei Ōedo | Nakano    |